# Club de Fútbol Barcelona 1953-1954

## Rosa
| N. |                           | Ruolo | Calciatore                        |
| -- | ------------------------- | ----- | --------------------------------- |
|    | Spagna (bandiera)         | P     | Juan Zambudio Velasco             |
|    | Spagna (bandiera)         | P     | Antoni Ramallets                  |
|    | Spagna (bandiera)         | P     | Francisco Javier Goicolea Areitio |
|    | Spagna (bandiera)         | P     | Pedro Caldentey                   |
|    | Spagna (bandiera)         | D     | Gustau Biosca                     |
|    | Spagna (bandiera)         | D     | Joan Segarra                      |
|    | Spagna (bandiera)         | D     | Isidre Flotats                    |
|    | Cecoslovacchia (bandiera) | D     | Jiří Hanke                        |
|    | Spagna (bandiera)         | D     | José Seguer                       |
|    | Spagna (bandiera)         | D     | Sígfrid Gràcia                    |
|    | Spagna (bandiera)         | D     | Joaquim Brugué                    |

| N. |                     | Ruolo | Calciatore                         |
| -- | ------------------- | ----- | ---------------------------------- |
|    | Spagna (bandiera)   | C     | Andreu Bosch                       |
|    | Spagna (bandiera)   | C     | Marià Gonzalvo                     |
|    | Spagna (bandiera)   | C     | Francisco Javier Álvarez Maristany |
|    | Spagna (bandiera)   | C     | José Duró Beal                     |
|    | Spagna (bandiera)   | C     | Luis Aloy                          |
|    | Ungheria (bandiera) | A     | László Kubala                      |
|    | Spagna (bandiera)   | A     | Estanislao Basora                  |
|    | Spagna (bandiera)   | A     | Eduardo Manchón                    |
|    | Spagna (bandiera)   | A     | Moreno                             |
|    | Spagna (bandiera)   | A     | Justo Tejada                       |
|    | Spagna (bandiera)   | A     | César Rodríguez                    |
|    | Spagna (bandiera)   | A     | Jordi Vila Soler                   |

### Staff tecnico
- Allenatore:  Ferdinand Daučík